# Тарасевич Лев Олександрович
Лев Олекса́ндрович Тарасе́вич (14 лютого 1868 — 1927, поблизу Дрездена) — мікробіолог і патолог, дійсний член АН УРСР (з 1926).

## Життєпис
Закінчив 1891 року Новоросійський університет (сьогодні — Одеський національний університет імені І. І. Мечникова) в Одесі, 1902—1907 асистент цього ж університету та викладач; пізніше в Росії, у Москві.
Співробітник Пастерівського інституту в Парижі.
Автор понад 70 праць з галузі мікробіології, імунології, вакцинації та заг. патології, у тому ч. монографії та підручники.
Один з організаторів боротьби з епідеміями в роки Громадянської війни в Росії. В 1918 році за  ініціативою Тарасевича створено у Москві станцію по контролю сироваток і вакцин (сучасний НДІ його імені). З 1920 року — директор Державного інституту народної охорони здоров'я ім. Л. Пастера.